# Măgureni, Prahova
Măgureni este satul de reședință al comunei cu același nume din județul Prahova, Muntenia, România.
Așezarea este atestată documentar în 1526.
În 1864, satul devine reședința comunei omonime aflată în plasa Filipești.
Datorită poziționări sale(intre dealuri) Măgureni a devenit un obiectiv turistic pentru locuitorii din Câmpina.

## Economie
Zona Măgureni este renumita datorita numeroaselor abatoare dar și din cauza resurselor petroliere existente in sol.
În 2009 s-a deschis în localitate una dintre cele mai mari fabrici de pavaje din România, Paverom Construct.
Datorită acesteia piața din Măgureni s-a dezvoltat foarte de mult, ajungând la aproape 50 de firme și peste 300 noi locuri de muncă.

## Obiective
- Biserica „Sfânta Treime” din Măgureni